# 西夏学
西夏学、タングート学(Tangutology)、西夏研究、タングート研究(Tangut studies)は、特にタングート人自身によって書かれた当時の文書を通して、古代のタングート人の文化・歴史・芸術・言語を研究する学問。タングート人は独自の複雑な文字で書かれた絶滅した言語を話したので、西夏語の研究と西夏文字の解読が西夏学の基礎となった。
タングート人は中国北西部に西夏(1038〜1227)を建国したが、やがてモンゴル帝国により倒された。1036年に考案された西夏文字は、西夏・元(1271〜1368)の時代に、刊本や記念碑の碑文に広く使用されたが、明(1368〜1644)の時代に西夏語は絶滅した。知られている最新の西夏語の記録例は、河北省保定市の寺院の2本の石幢に書かれた1502年付けの仏典の碑文である。清(1644〜1911)の時代までに、西夏語と西夏文字の知識はすべて失われ、西夏文字の例や説明は、宋・元・明王朝の現存する中国語の本に保存されていなかった。19世紀に入って、西夏語と西夏文字が再発見された。

## 西夏学の誕生

### 西夏語の最も早い確認

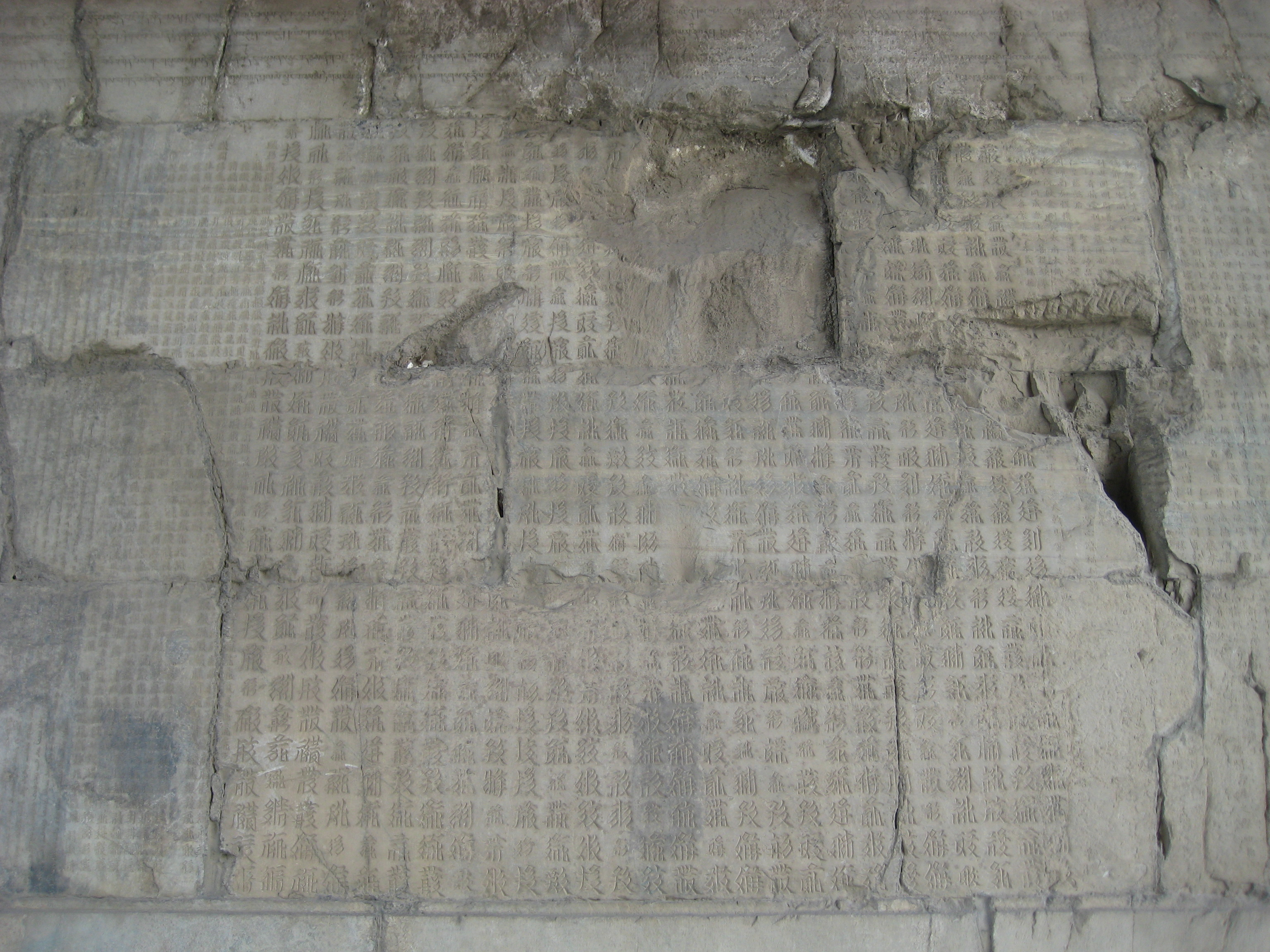
14世紀半ば、北京近郊の居庸関雲台内壁に刻まれた西夏語の仏典

近現代で最も早く西夏文字が確認されたのは、1804年に中国の学者張澍(1781〜1847)が甘粛省武威市の護国寺にある重修護国寺感通塔碑という石碑に刻まれた、中国語と西夏語が併記された碑文中の中国語で書かれた部分に西夏の年号があることを発見し、それに対応する碑文に書かれた未知の文字は西夏文字であり、したがって、北京北方の万里の長城の居庸関雲台にある同じ文体の未知の文章も、西夏文字に違いないと結論付けた時である。
ただし、張澍が西夏文字を確認したことはあまり知られておらず、半世紀以上後になっても、学者たちはまだ雲台に見られる未知の文字が何であるかについて議論していた。1343年〜1345年に仏塔の基壇として建立された雲台には、6つの異なる文字（漢字、サンスクリットを表記したランジャナー文字、パスパ文字、チベット文字、ウイグル文字、西夏文字）で仏典が刻まれているが、当時の中国や西洋の学者に知られていたのは前の5種の文字だけであった。1870年、アレクサンダー・ワイリー(1815〜1887)は、未知の文字は女真文字であると主張する「An ancient Buddhist inscription at Keu-yung Kwan（居庸関の古代仏教碑文）」と題した有力な論文を書いたが、スティーヴン・ウートン・ブッシェル(1844-1908)がその未知の文字が実はタングートであることを決定的に証明する論文を発表したのは、1899年になってからだった。

### 西夏語の仮解読

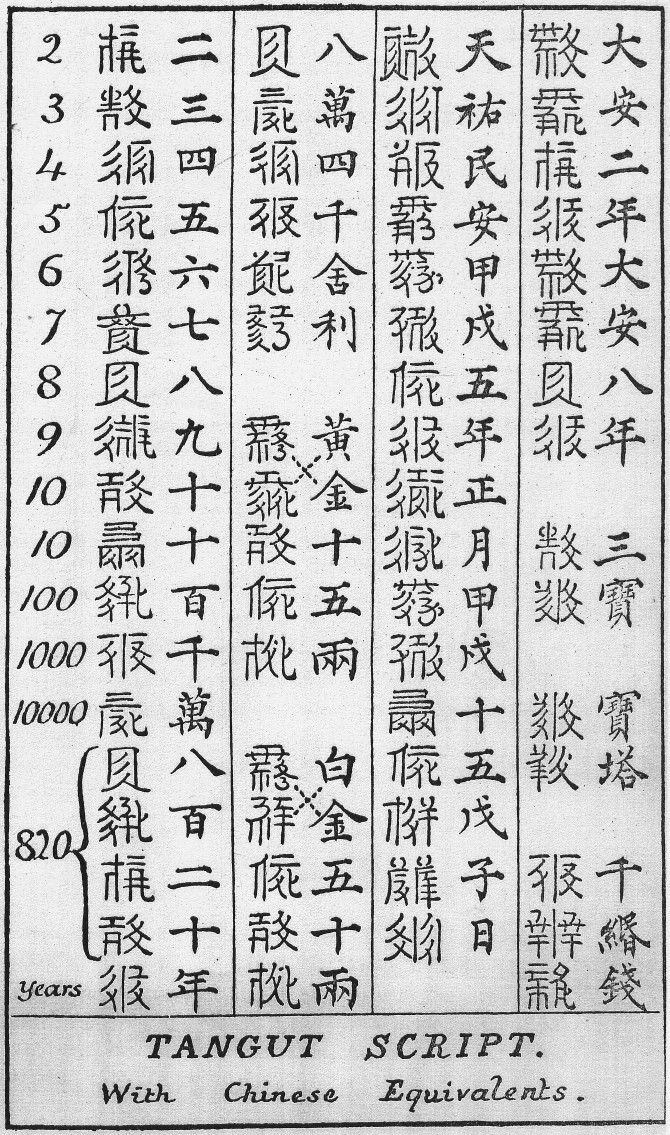
ブッシェルによる37の西夏文字の解読

1868年から1900年にかけて北京の英国公使館の医師を務めたブッシェルは、熱心な貨幣学者で、西夏国が発行した西夏文字が刻まれた多数のコインを収集した。これらのコインの銘文を読むために、彼は涼州の中国語と西夏語の二言語表記の石碑を比較することで、できるだけ多くの西夏文字を解読しようとした。1896年、彼は37の西夏文字と中国語で対応する意味を載せた表を公開し、これを鍵として、西夏のコインの4文字の碑文を「大安時代(1076〜1085)の貴重なコイン（中国語の大安寶錢 (Dā'ān Bǎoqián)に対応）」として解読することができた。長さ4文字ではあるが、未知の西夏語の文章が翻訳されたのはこれが初めてだった。
ブッシェルが西夏の貨幣の銘文解読に取り組んでいたのとほぼ同時期に、北京にあったフランス公使館の外交官ジャン=ガブリエル・デヴェリアは、西夏語-中国語の二言語表記の涼州碑を研究しており、死の前年である1898年に、西夏文字と涼州碑に関する二つの重要な論文を発表した。
北京のフランス公使館通訳ジョルジュ・モーリス(Georges Morisse)が中国で西洋人三人目となるタングートの研究に着手し、法華経 (サンスクリット:Saddharma Puṇḍarīka Sūtra)の中国語版のテキストと、義和団の乱後の1900年に北京で発見された西夏語の写本三巻のテキストを比較したことで、西夏文字の解読は進歩を遂げた。西夏語版の経典を対応する中国語版の経典と比較することで、モーリスは約200の西夏文字を同定し、西夏語の文法規則を導き出して1901年に発表した。

## 西夏学の発展（1908年から1930年代）
現存する西夏語のテキストと碑文の不足、特に西夏語の辞書や語彙集の欠如は、学者がブッシェルとモーリスによる西夏文字の解読に関する予備的研究を超えることが困難であることを意味した。1908年、ピョートル・コズロフが内モンゴルのゴビ砂漠の端にある放棄された西夏の要塞都市カラ・ホトを発見したとき、西夏研究の突破口がついに生まれた。カラ・ホトは明朝初期に突然放棄され、一部は砂に覆われていたため、500年以上にわたってほとんど手付かずのままだった。コズロフは、町の壁の外にある大きなストゥーパの中で、中国語と西夏語を中心とする約2000冊の刊本や写本、多くの西夏仏教美術品を発見し、保存と研究のためにサンクトペテルブルクのロシア地理学協会に送り返した。その後、資料は科学アカデミーのアジア博物館(Asiatic Museum)、後のロシア科学アカデミー東洋研究所サンクトペテルブルク支部（現在の東洋写本研究所）に移された。コズロフによるこの前例のない西夏語資料の発見が、東洋学分野における独立した学問分野としての西夏学の発展につながった。

### ロシア

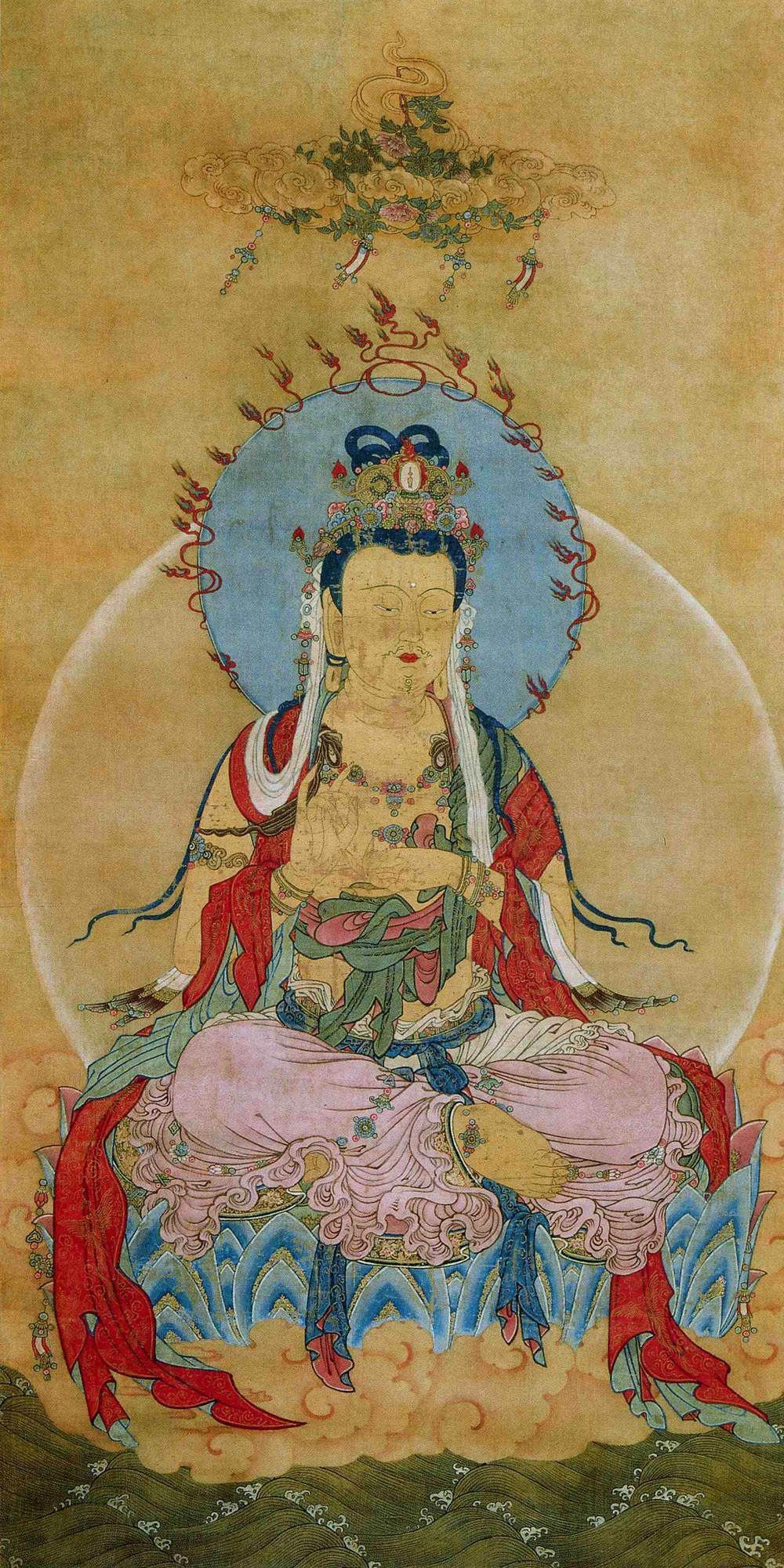
カラ・ホトのタングート仏教絵画

1909年秋にカラ・ホトの資料がサンクトペテルブルクに到着した後、中国学者アレクセイ・イワノヴィチ・イワノフ(1878-1937)は、西夏文字で書かれた何百冊もの本や写本の保存と識別に取り組んだ。程なくして、番漢合時掌中珠 (Fān-Hàn Héshí Zhǎngzhōngzhū)という中国語-西夏語の二言語の語彙集を発見し、それが西夏語を解読するための鍵であることをすぐに理解した。彼は後にカラ・ホトの資料の中で3つの西夏語単一の辞書・用語集、音同(Yīntóng)・文海(Wénhǎi)・雜字(Zázì)を発見した。イワノフは、1909年から1920年にかけて、西夏文字に関する多くの記事を発表した。これは、西夏文字の知識を広めるのに役立ち、他の学者が西夏語を研究するようになった。1916年、イワノフが発行した資料に基づいて、ドイツの東洋学者ベルトルト・ラウファー(1874〜1934)は、いくつかの文字の発音の再構を試みた西夏語の研究を発表し、西夏語はチベット・ビルマ語族のロロ・モソ語派に属すると提唱した。
イワノフは番漢合時掌中珠や他の辞書に基づき、約3000の西夏文字からなる短い辞書を編集することができた。辞書は1918年に完成したが、当時の政情不安のために出版されなかった。イワノフは辞書の原稿をアジア博物館に預けたが、1922年に家に持ち帰り、1937年に彼がスターリンの大粛清で逮捕・処刑された後に行方がわからなくなった。
イワノフに続いてニコライ・アレクサンドロヴィチ・ネフスキー(1892〜1937)が登場した。ネフスキーは1915年から日本に居住し、日本語、アイヌ語、ツォウ語を研究していたが、1925年にイワノフと中国で出会ったのを機に、カラ・ホトの西夏語のテキストの研究と西夏文字の解読に着手した。1929年にネフスキーはソ連に戻ってレニングラードにある東洋学研究所で働き、カラ・ホトで見つかった語彙資料に基づいて西夏語の辞書編纂に取り組んだ。しかし、1937年の晩秋、辞書出版の準備が整わないうちに日本人の妻とともに逮捕、処刑され、ソ連での西夏語の研究は残酷な終わりを告げた。

### 中国
1912年に古物学者として名高い羅振玉(1866〜1940)はサンクトペテルブルクでイワノフに出会い、同年中国で出版した番漢合時掌中珠から9ページの複製を作ることを許された。彼は1922年に天津でイワノフと再会し、番漢合時掌中珠の完全な複製を入手した。その後1924年に複製は長男の羅福成(Luó Fúchéng, 1885〜1960)によって出版された。羅福成は1935年に『同音』の最初のファクシミリ版も出版している。羅振玉の三男の羅福萇(Luó Fúcháng, 1896〜1921)は、家族と西夏への関心を分かち合い、弱冠18歳で西夏文字の有力なハンドブックを執筆した。
中国では西夏語のテキストがさらに発見された。最も顕著なのは、1917年に寧夏の霊武で発掘された5つの陶器の壺の中に隠された仏教の経典である。これらのテキストは北平に送られ、中国国家図書館西夏コレクションの中心を形成した。1932年には、これらのテキストに特化した国立北平図書館の紀要の特別号が発行され、中国、日本、ロシアのさまざまな学者ら（羅福成、王静如、石濱純太郎、イワノフ、ネフスキー）による論文が掲載された。

### 他の国々
1920年代後半から1930年代初頭にかけて、ロシアのネフスキー、ドイツのラウファー、中国の王静如(1903〜1990)、アメリカのカリフォルニア大学バークレー校のスチュアート・N・ウルフェンデン(1889〜1938)を含む多くの学者は、西夏語の音声的特徴のいくつかを再構できる、チベット語の音声の注釈があるカラ・ホトのいくつかの写本に注目した。
一方、イングランドでは、ジェラード・クローソン(1891〜1974)が、1913年から1916年の間にオーレル・スタインがカラ・ホトで収集し、ロンドンの大英博物館に寄託された数千もの西夏語写本の断片の研究を始めていた。1937年から1938年にかけて、クローソンはSkeleton dictionary of the Hsi-hsia language（西夏語の骨格辞書）を書き、2016年にファクシミリで公開された。
しかし、極東での日中戦争の激化、ソビエト連邦での政治的弾圧により、1930年代後半に西夏学は中国、日本、ソビエト連邦で停滞した。第二次世界大戦が始まると、ヨーロッパやアメリカでも西夏学が停滞した。

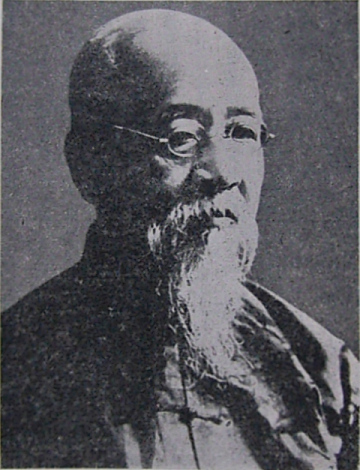
羅振玉
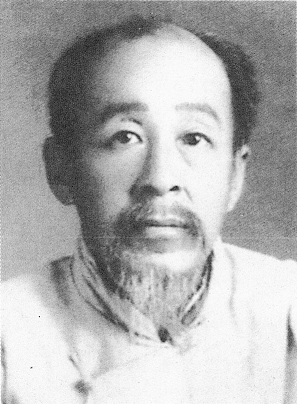
羅福成
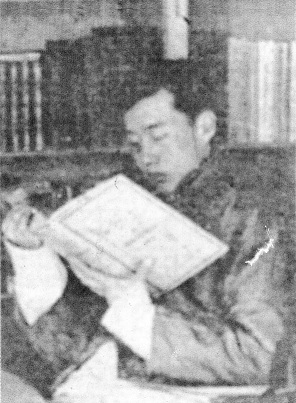
羅福萇
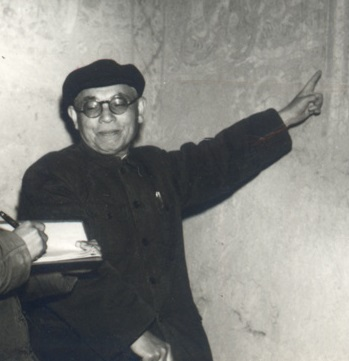
王静如
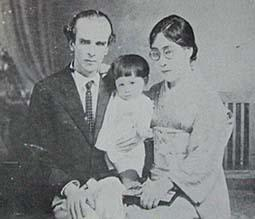
ニコライ・ネフスキー
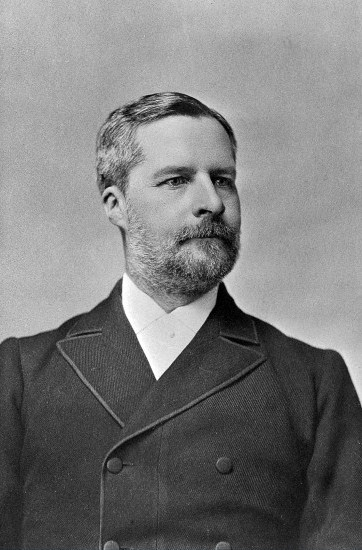
スティーヴン・ウートン・ブッシェル
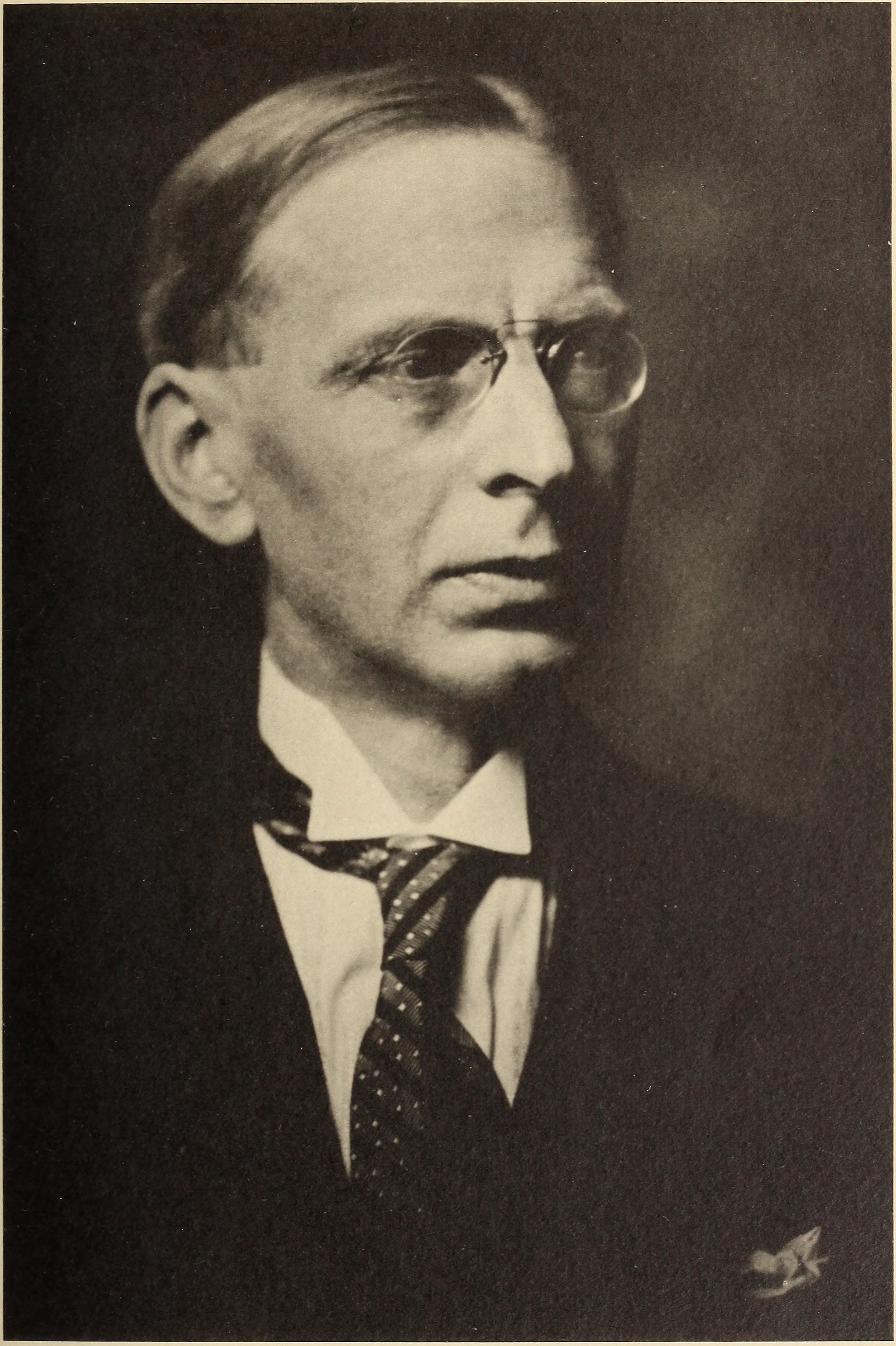
ベルトルト・ラウファー

## 西夏学の復活（1950年代から1990年代）

### 日本
第二次世界大戦が終わって10年以上経ってから、西夏学が復活した。戦後、最初に西夏学を手掛けた学者は京都大学の西田龍雄(1928〜2012)で、1950年代半ばに雲台上の西夏語仏教碑文を研究することから始め、その後50年間にわたって日本を代表する西夏学者になった。1964年から1966年にかけて、西田は約3000文字の辞書を含む西夏語の音韻の再構と西夏文字の解読に関する記念碑的な作品を制作した。
西田はまた、華厳経(1975〜1977)や西夏語の儀式に関する詩(1986)の研究も行った。儀式に関する詩の中には、各行が異なる語彙と文法構造を用いて2回書かれているものがあるという事実を説明するために、西田は2つの異なる西夏語のレジスタの存在を提案した。すなわち、ほとんどの西夏語の文は一般のタングート人(「赤面」)の言語を表しているが、儀式に関する詩は支配階級(「黒頭」)の言語を表しており、支配階級の言語は一般の西夏語では失われた言語的基層を保持しているという説である。

### ソビエト連邦
ソビエト連邦では、ネフスキーの大作であるTangut Philology（西夏語の音韻）が死後1960年に出版、1962年にレーニン賞を受賞したことにより、西夏学に弾みがついた。Tangut Philologyの主要部は、世界で初めて刊行された西夏語の近代辞書である、千ページにわたる西夏語の辞書の草稿であり、新世代の学者に西夏語テキスト研究の門戸を開いた。
1960年代に、E・I・クィチャノフが率いるレニングラードの東洋写本研究所の若い研究者のグループは、半世紀近く前にカラ・ホトから持ち帰られた膨大な西夏語のテキストの研究と翻訳を始めた。この研究の主な成果の一つはクィチャノフ、クセーニャ・ケピング、V・S・コロコロフ(Всеволод Сергеевич Колоколов)、A・P・テレンティエフ＝カタンスキー(Анатолий Павлович Терентьев-Катанский)による、西夏語単一の押韻辞書「文海」の学術編集版(1969)であった。
コロコロフとクィチャノフは以前、中国の道教の古典の西夏語訳版に取り組んでいたが、テキストが非常に読みにくい西夏文字の筆記体で書かれていたため、特に注目に値する。ケピングは、初期の研究が西夏語文法の理解に重要な貢献をし、続けて中国の兵法書孫子の西夏語訳を翻訳した(1979)。ケピングはまた、西夏語に2つの異なるタイプが存在するという西田の理論を拡張し、1つの言語スタイルには「一般的な言語」が表れ、もう1つの言語スタイルが、仏教の採用以前にタングートのシャーマンによって儀式を目的として作られた「儀式言語」が表れているということを提案した。続けてテレンティエフ＝カタンスキーは、西夏の書籍の技術的特徴に関する論文(1981)を発表した。他の有力なロシアの学者はミハイル・ソフロノフ(Михаил Викторович Софронов)で、1968年に有力なGrammar of the Tangut Language（西夏語の文法）を出版した。
クィチャノフやケピングなどの学者は、西夏の言語と文字に取り組むだけではなく、西夏の歴史、社会、宗教の理解にも重要な貢献をした。1968年、クィチャノフは、西夏の歴史に関する最初の体系的な概要を提供する西夏国の歴史的スケッチを発表した。ケピングは西夏の国家と宗教の関係を研究し、皇帝と皇后によるタントラ仏教の実践が西夏国の運営の中心であるという理論を主張した。

### 中国
中国では、西夏学の再開が遅く、文化大革命によって進歩が妨げられていたため、タングートに関する重要な研究が発表されたのは1970年代後半になってからだった。新世代の西夏学者の先駆者の一人である李範文は、1970年代初頭に西夏の皇帝の墓から西夏の碑文の断片を発掘し、1976年に「同音」の研究、続けて1997年に最初の包括的な西夏語-中国語辞書を出版した。他の若い学者には、史金波、白濱、黄振華がおり、これらの学者たちは1983年に共に文字海の重要な研究と翻訳を生み出した。
台湾では、シナ・チベット比較言語学を専門とする龔煌城(1934〜2010)が西夏語音韻論に取り組み、李范文の1997年の辞書の音声再構を行った。

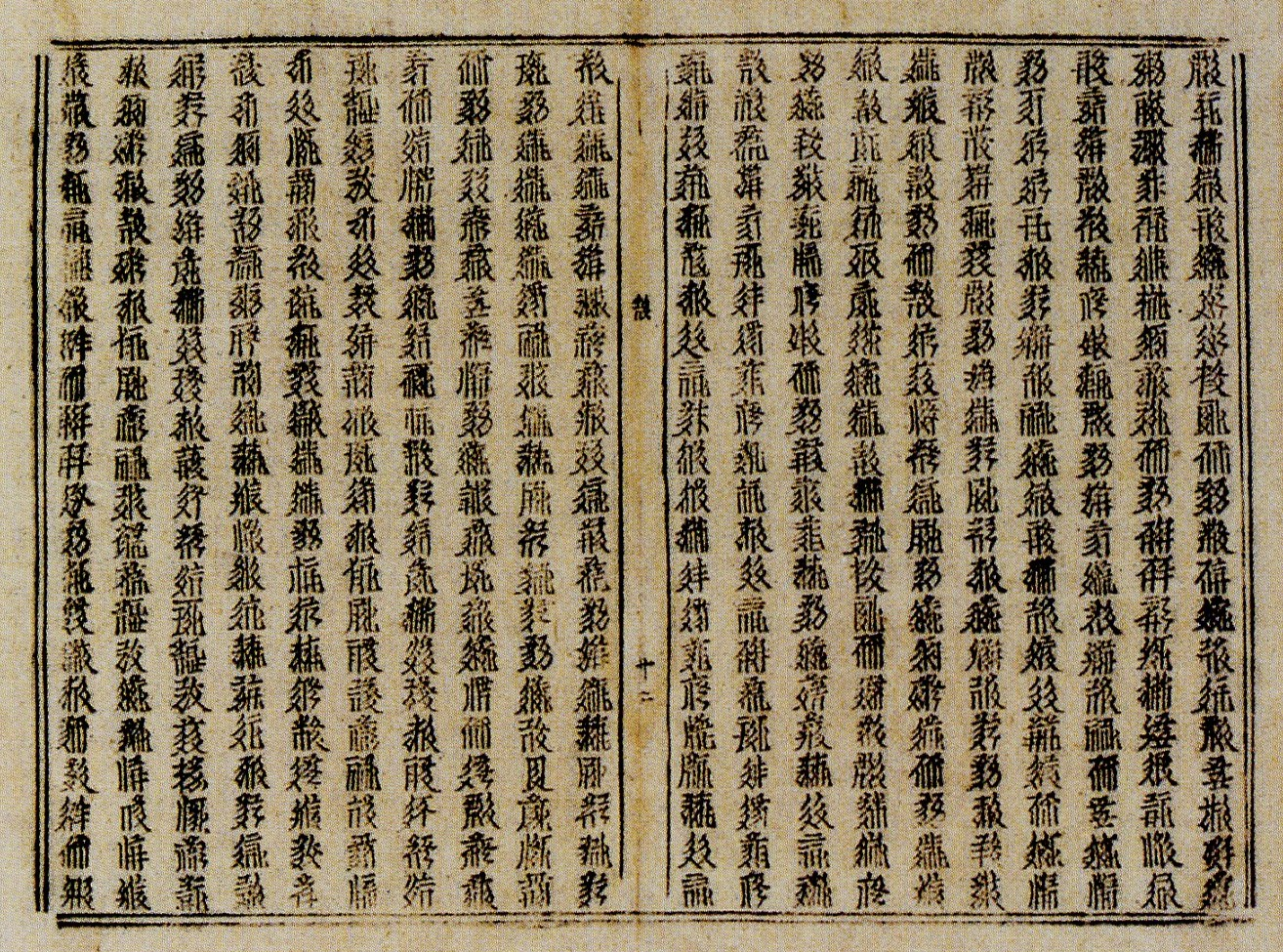
吉祥遍至口和本続の見開き

この時期に中国では多くの重要な考古学的発見がなされたが、おそらく最も重要なものは、1991年に違法に爆破された寧夏の拝寺口方塔遺跡からの、さまざまな歴史的・宗教的アーティファクト、多くの西夏語写本・刊本の発見である。発見品の中には、12世紀後半に印刷されたと考えられる西夏語の仏典『吉祥遍至口和本続』が含まれており、これが木活字で印刷された書物の現存する最古の例であると考えられている。
中国の学者にとって、西夏仏教も重要な研究テーマだった。1988年、史金波は西夏仏教と西夏仏教美術の有力な概要を生み出した。この分野のもう一人の学者は謝継勝で、西夏タンカの研究を行い、西夏仏教美術に対するチベットのタントラ仏教の影響を調査した。

### アメリカ
アメリカでは、西夏学に取り組んでいる学者はほとんどいない。1970年代にリュック・クワンテンは、西夏の外交関係の研究に取り組み、1982年には西夏語と中国語の語彙集『番漢合時掌中珠』の研究を発表した。しかし、アメリカでの西夏の歴史とタングート人研究の第一人者はルース・W・ダネルである。1988年に、ダネルは1094年に建てられた石碑の西夏語と中国語の二言語の碑文の研究と翻訳を行い、1996年には『The Great State of White and High: Buddhism and State Foundation in Eleventh-Century Xia（白く気高き大国:11世紀夏の仏教と建国）』という題名の有力な本を出版し、その本の中でタングートと近隣の民族との関係や西夏国における仏教の役割を考察している。

### イギリス
クローソンに続いて登場したのは、ニュージーランド出身で1960年代に大英博物館で働いていたエリック・グリンステッドである。彼は、大英博物館のスタイン・コレクションにある『The General's Garden（将苑）』と題された作品が、諸葛亮が書いたとされる中国の軍事戦略書の独自の西夏語訳だと明らかにした。また、西夏仏教の仏典九巻の影印本を編集し、1971年に『The Tangut Tripitaka（西夏三蔵）』という題で出版した。グリンステッドの主要な出版物は、『Analysis of the Tangut Script（西夏文字の分析）』(1972)で、その本の中で西夏文字の構造を分析した。更に、西夏語テキストのコンピューター処理で使用する文字に標準コードを割り当てる初期の試みとして、4桁の「テレコード」番号を各西夏文字に割り当てた。

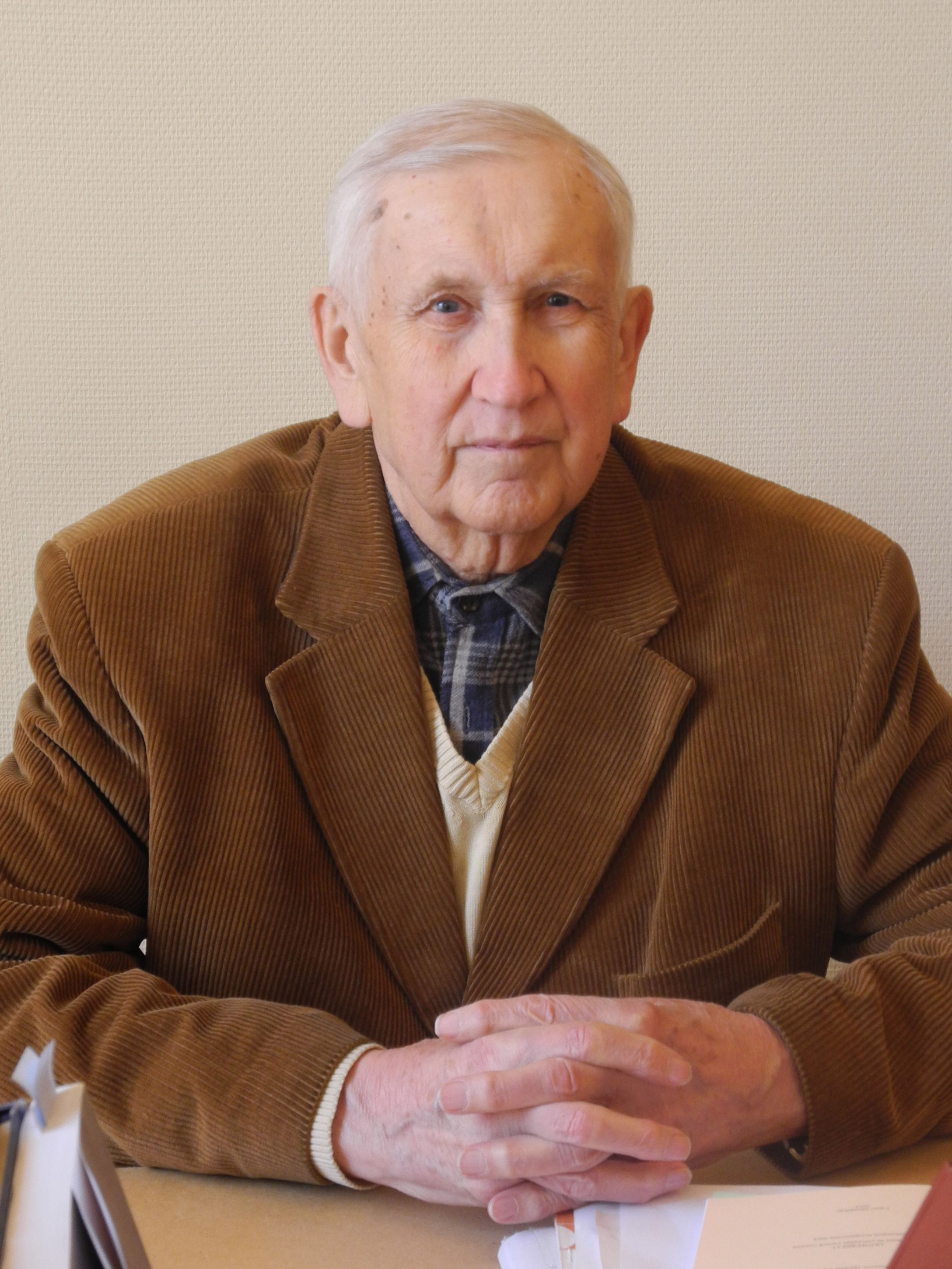
エヴゲーニイ・クィチャノフ
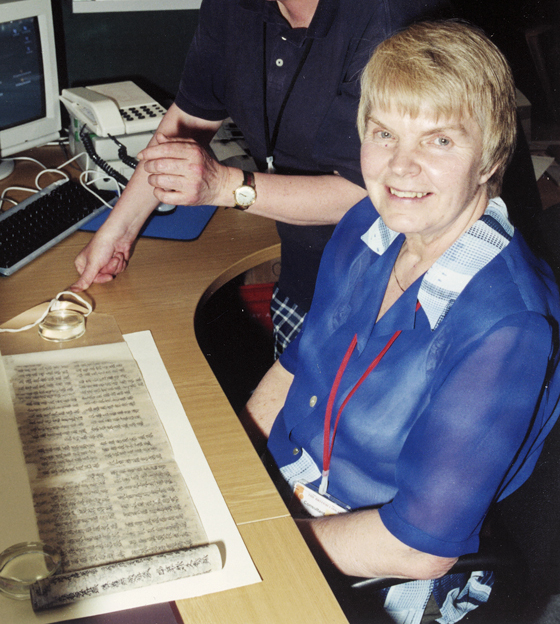
クセーニャ・ケピング
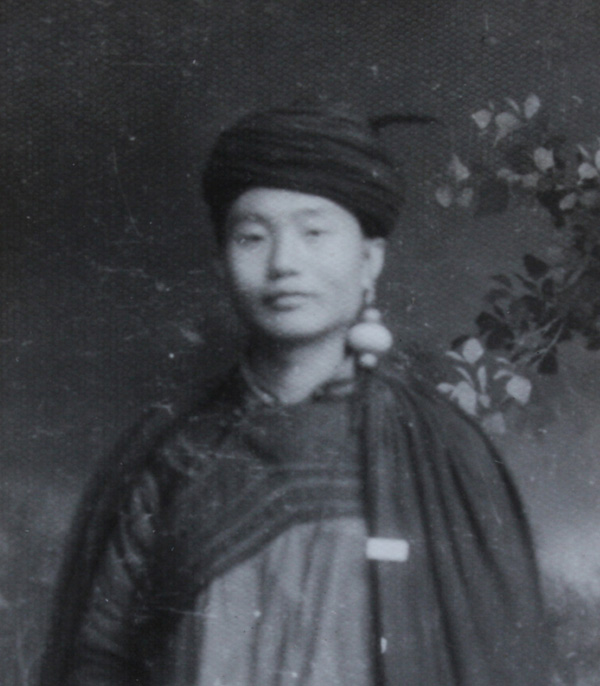
史金波
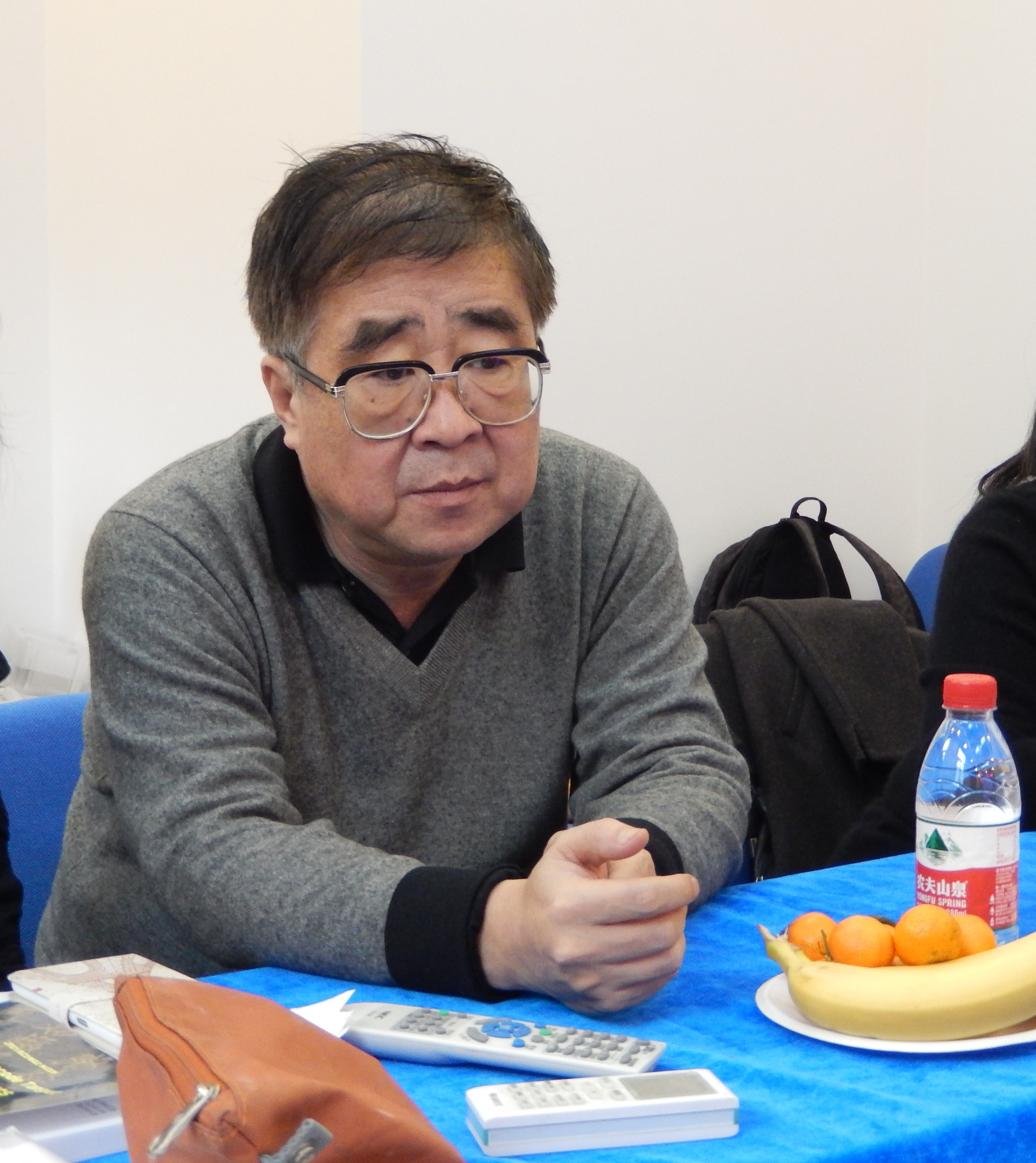
聶鴻音

## 21世紀のタングート研究
1990年代後半から、新世代の西夏学者が登場した。中国では、多くの若い学者が西夏学に重要な貢献をしてきた。孫伯君は、サンスクリットのテキストの西夏語訳の研究に取り組んでいる。戴忠沛は、西夏のテキストに書かれたチベット語の音声の注釈を研究している。韓小忙は、西夏文字の正書法の形式を定義しようとしている。日本では、荒川慎太郎(1971年生まれ)が西夏語音韻論に注目し、西夏語の押韻辞書を作成した。アメリカでは、マーク・ミヤケが「Pre-Tangut（西夏祖語）」と呼ぶ西夏語の仮想の祖語を再構しようとしている。フランスでは、ギヨーム・ジャックが西夏語の動詞の理解を深めた。イギリスでは、イムレ・ガランボスがグリンステッドの研究を引き継ぎ、大英図書館が所蔵するカラ・ホトの西夏語写本、特に『将苑』の研究を行っている。
定評のある西夏学者も重要な貢献を続けている。李範文は西夏語-中国語辞書の改訂増補版(2008年)を、クィチャノフと荒川は西夏語-ロシア語-英語-中国語辞書(2006年)を発表した。これらの辞書はどちらもコンピューターの西夏文字組版を使用しており、近年では西夏文字をUnicodeでエンコードする提案がなされている。
1994年に大英図書館が設立した国際敦煌プロジェクト(IDP)により、カラ・ホトなどからの西夏語写本がデジタル化されたことで、世界中の学者の西夏語文書の原本を研究する能力が大幅に向上している。2012年10月26日現在、オンラインのIDPデータベースには、ロンドンの大英図書館、サンクトペテルブルクの東洋写本研究所、台北の中央研究院、プリンストン大学図書館に所蔵されている西夏語写本・刊本の目録エントリ1110点、画像684点が含まれていた。
2010年、寧夏社会科学院(Ningxia Academy of Social Sciences)は、Tangut Research(西夏研究, Xīxià Yánjiū)というタイトルの季刊誌を創刊した。これは、最初の西夏学専門の定期的学術雑誌である。

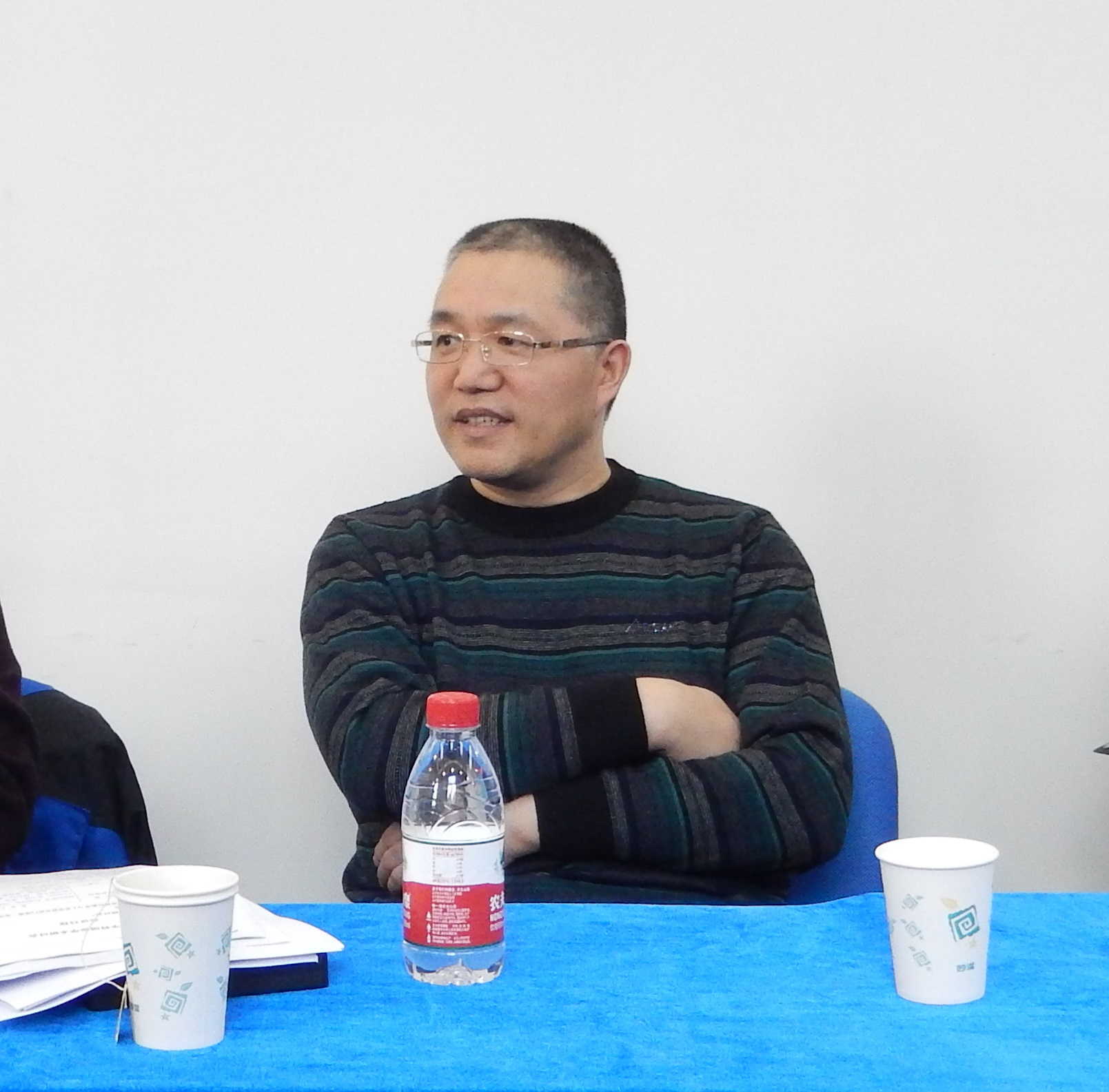
韓小忙
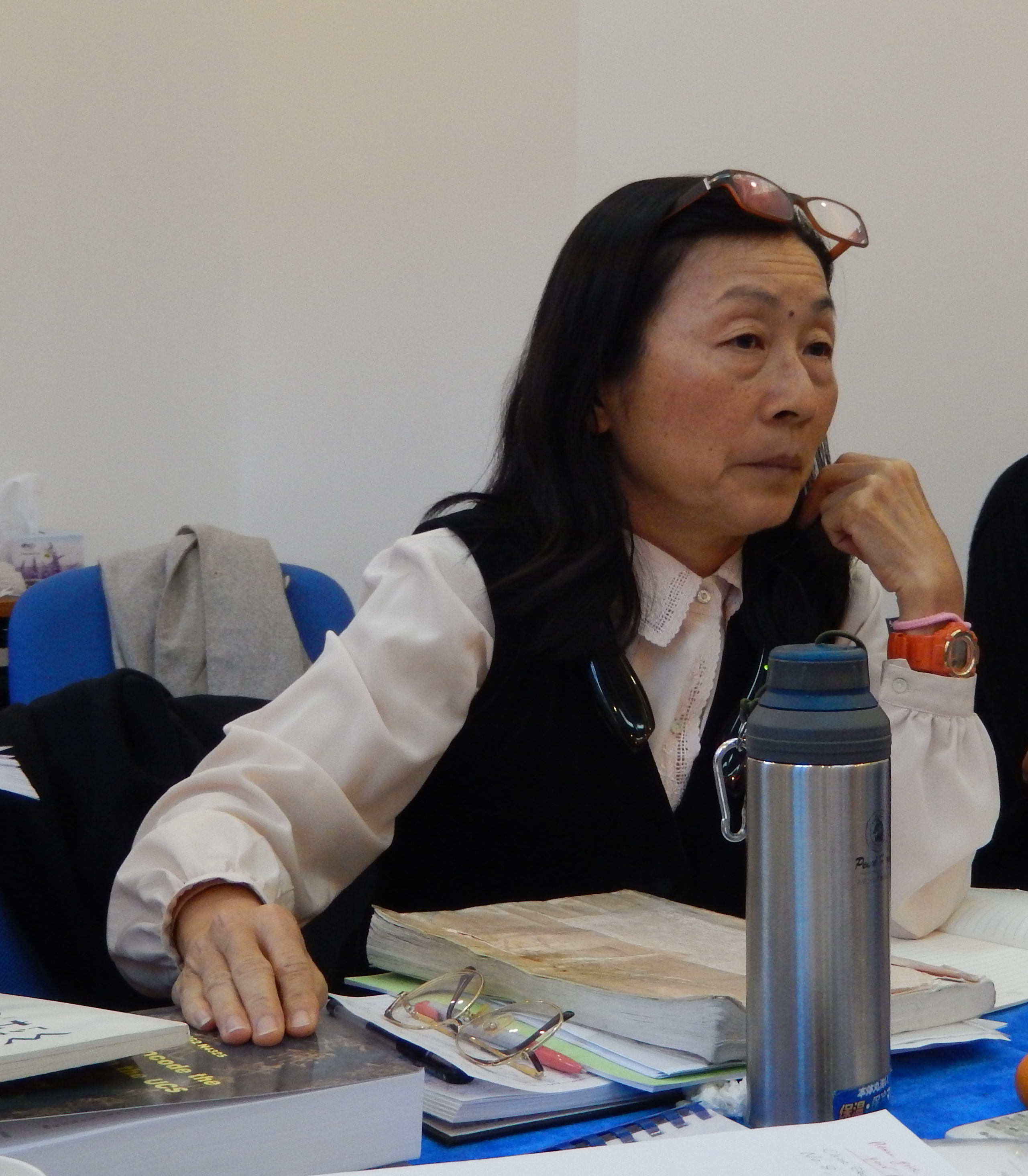
林英津
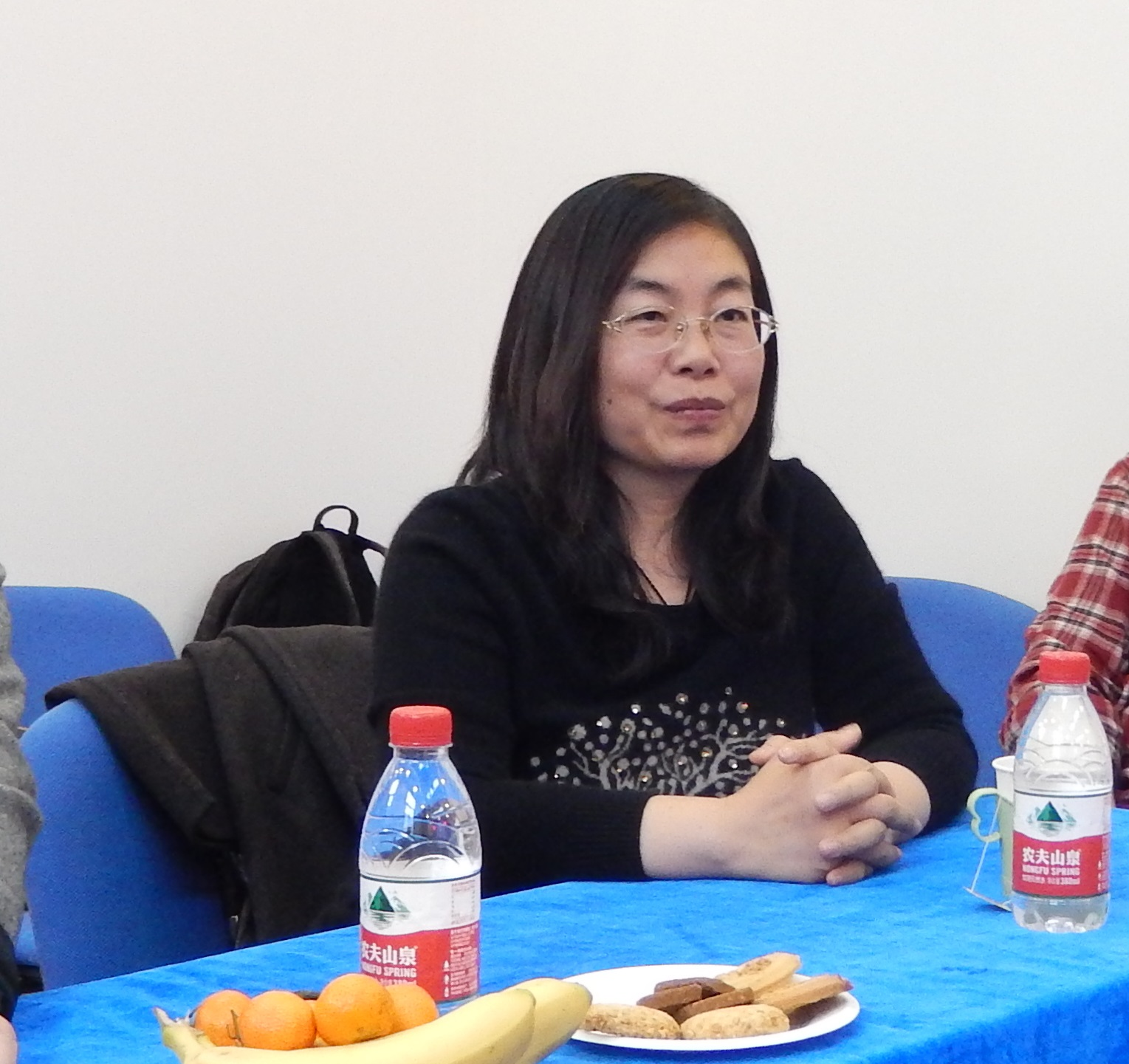
孫伯君
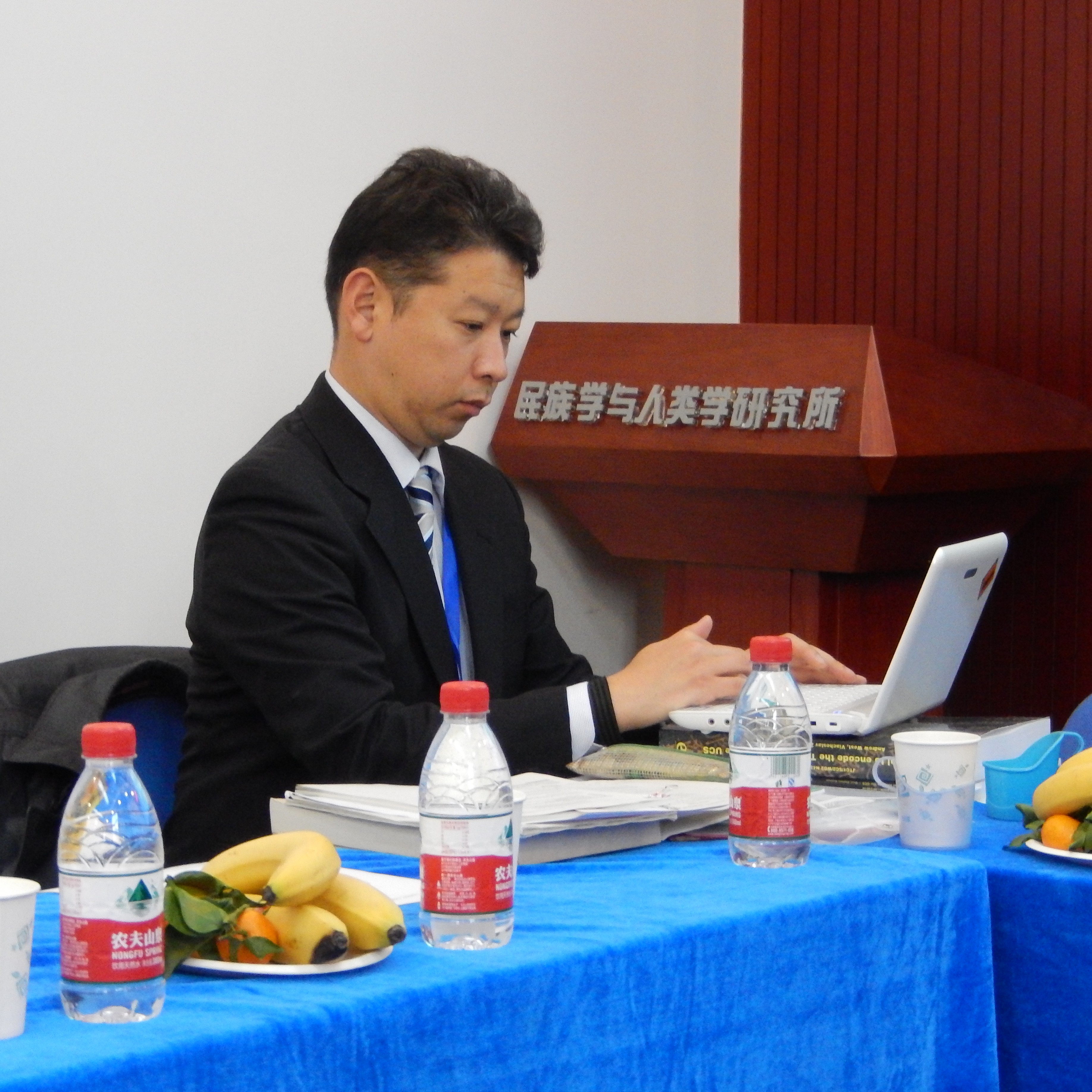
荒川慎太郎
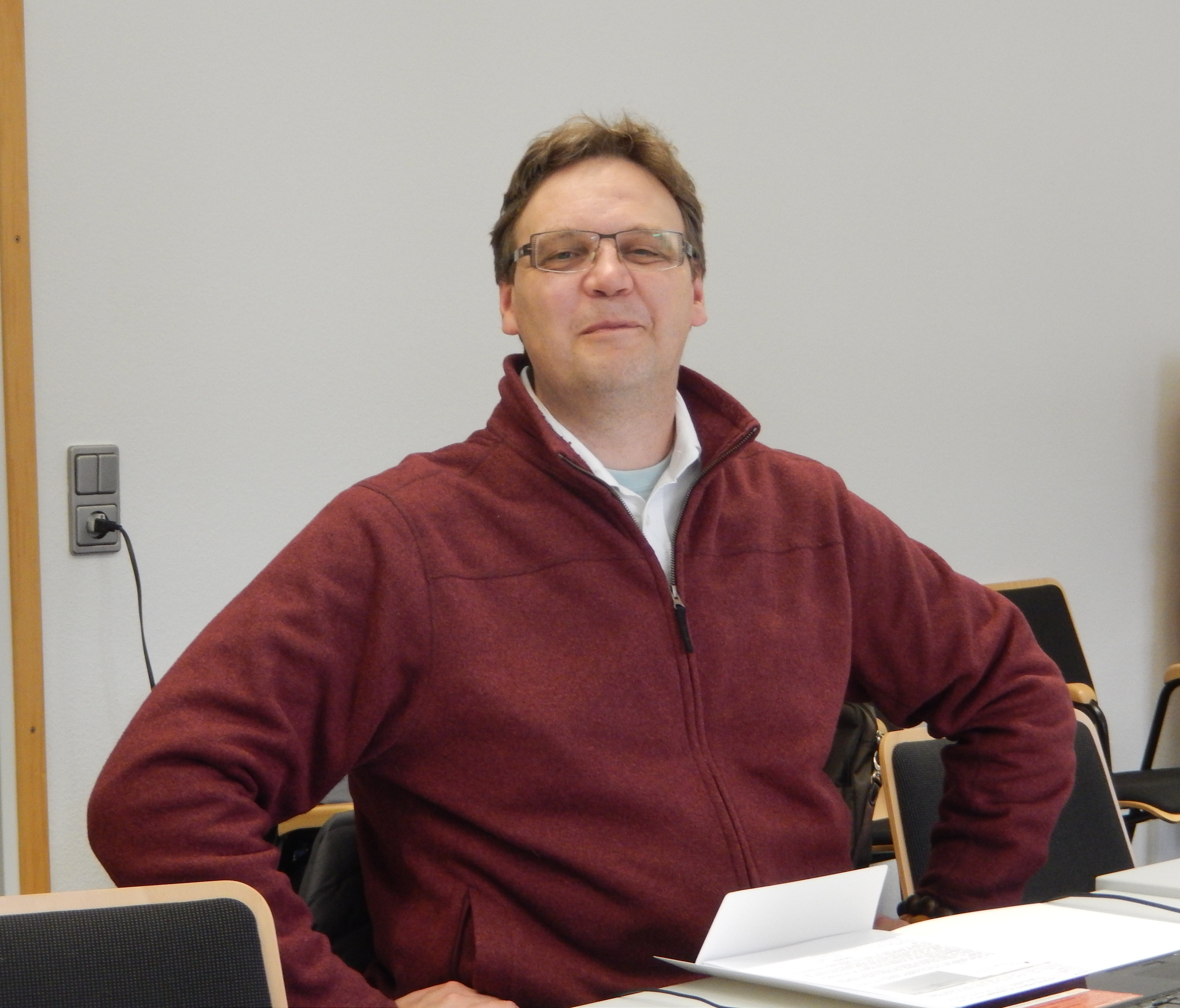
キリル・ソローニン
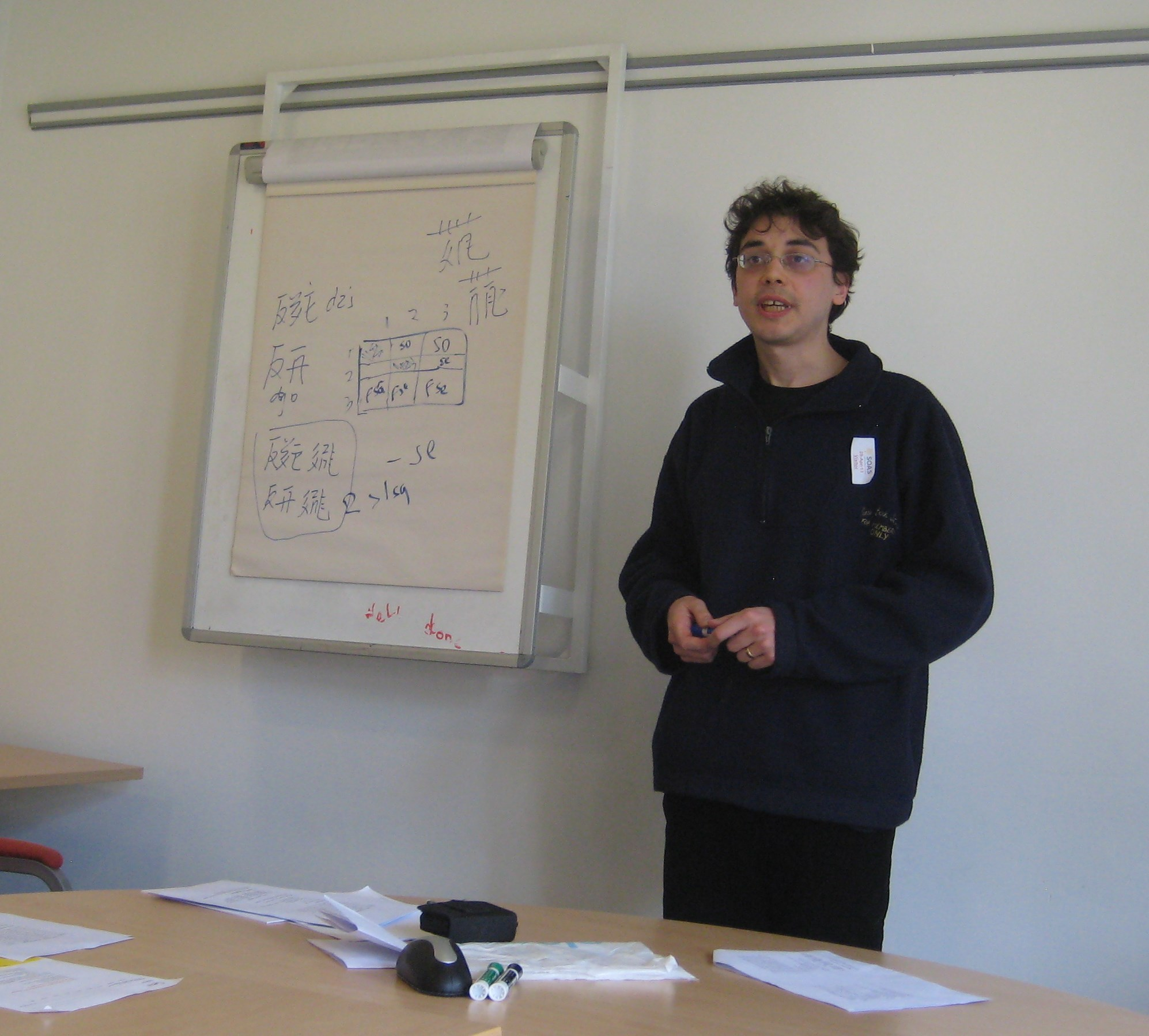
ギヨーム・ジャック
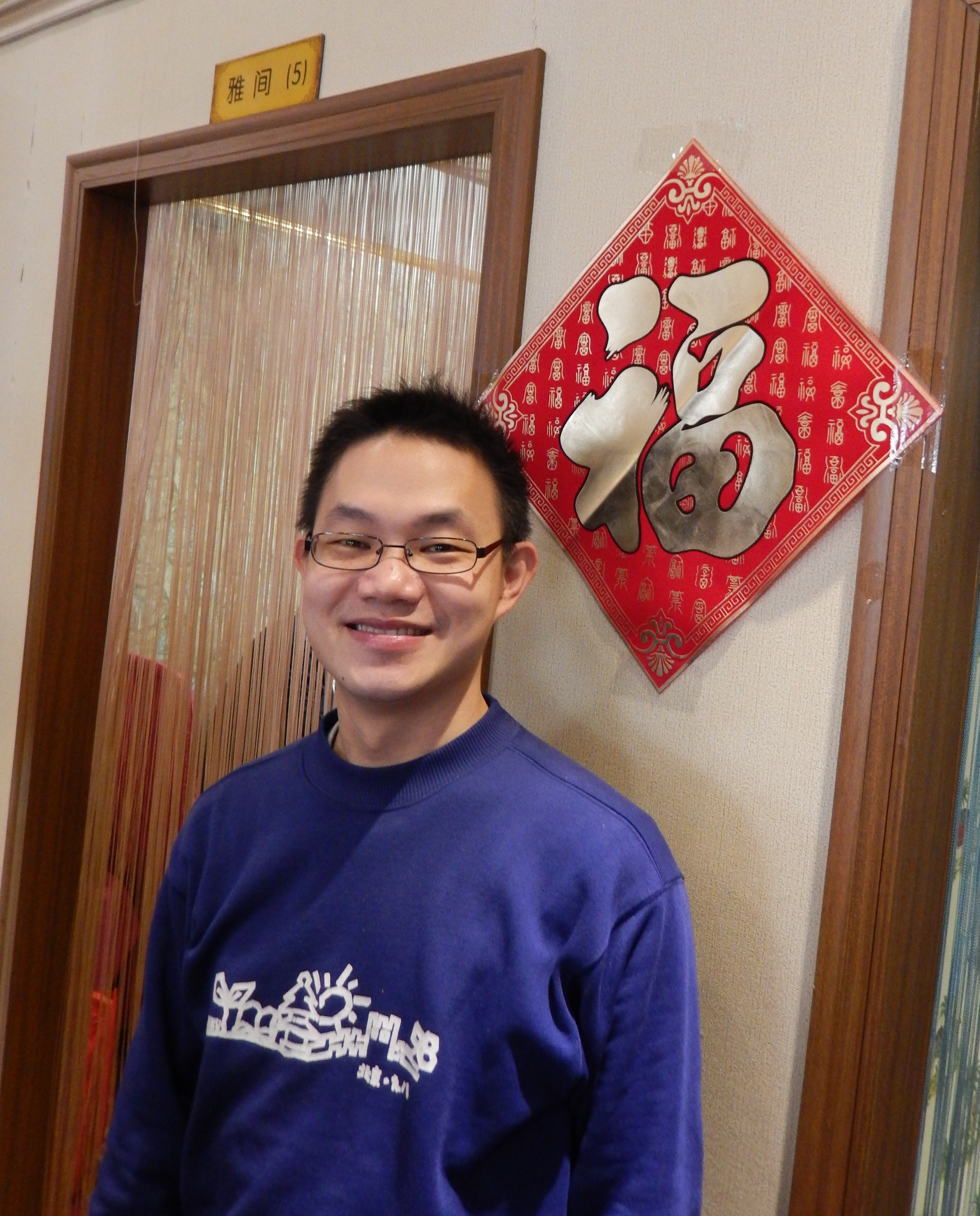
戴忠沛